# Pârgărești
Pârgărești est une commune du județ de Bacău en Roumanie.